# Reed (motorfiets)
Reed is een historisch merk van motorfietsen.
John Reed is een Engelse framebouwer die zich voornamelijk toelegt op choppers, maar in opdracht van de Nederlandse Yamaha-importeur ook de zeer futuristische Yamaha Auga 650 bouwde.